# Coccus cambodiensis
Coccus cambodiensis är en insektsart som beskrevs av Takahashi 1942. Coccus cambodiensis ingår i släktet Coccus och familjen skålsköldlöss. Inga underarter finns listade i Catalogue of Life.